# 86th Street (stacja metra na Sea Beach Line)
86th Street – stacja metra nowojorskiego, na linii N. Znajduje się w dzielnicy Brooklyn, w Nowym Jorku i zlokalizowana jest pomiędzy stacjami Avenue U i Coney Island – Stillwell Avenue. Została otwarta 23 sierpnia 1915.